# 尼令
尼令（達悟語：Nglin），是台灣達悟族傳統信仰中對「命運」的觀念，是人們一生遭遇的關鍵，主宰著所有人的命運，也有說法認為「尼令」是被一個不知名的神(可能為馬伯亞納勒伊)給主宰著。

## 觀念
達悟族人認為尼令主宰著人們一生的一切，不管是生、死、幸運或不幸，都是由尼令決定，當一個人的尼令到了盡頭，那個人就會死亡。而影響著尼令走向、或是讓人趨吉避凶的關鍵，就是嬰兒出生後的傳統命名儀式（Ipanlanlagan no makakadey a icicirawat），達悟族人相信透過命名儀式，人一生的尼令將會被決定，並且偏向好的那一方，他們也因此相信自己的命運比其他族群還要好。

## 神格化
有說法認為尼令並非單獨存在，而是有一個「神」主宰著它的運作，但人們無法知道或察覺那位「神」的存在，幾乎接近無解。